# Hovězí po burgundsku
Hovězí po burgundsku, francouzsky bœuf bourguignon, nebo bœuf à la bourguignonne je pokrm francouzské kuchyně, který tvoří hovězí maso dušené na červeném víně, často burgundském, a hovězí vývar, typicky ochucený mrkví, cibulí, česnekem a bylinkami bouquet garni a zdobený perličkovou cibulkou, houbami a slaninou. Jako příloha se obvykle podávají brambory nebo těstoviny. Nejde o lokální burgundský recept, název vznikl patrně díky používání burgundského vína. Zdokumentován byl pokrm prvně v roce 1867, byť tradice ho považuje za mnohem starší. V 19. století se stejná úprava často užívala i u jehněčí kýty a králíka. Původně šlo spíše o pokrm "se špatnou pověstí", často připravovaný ze zbytků vařeného masa, časem se však stal klasikou moderní francouzské kuchyně. Julia Childová ho popsala jako „nepochybně jeden z nejchutnějších pokrmů z hovězího masa, jaký člověk kdy připravil“.